# Meoneura subfreta
Meoneura subfreta is een vliegensoort uit de familie van de Carnidae. De wetenschappelijke naam van de soort is voor het eerst geldig gepubliceerd in 1979 door Papp.